# 枚方町
枚方町（ひらかたちょう）は、大阪府茨田郡・北河内郡にあった町。現在の枚方市の西部にあたる。町村制施行による発足時は、現在の京阪本線枚方市駅・枚方公園駅の周辺だけだったが、のちに周辺町村と合併し、現在の京阪本線樟葉駅から光善寺駅および京阪交野線枚方市駅から村野駅の周辺まで拡大した。

## 地理
- 河川：淀川、天野川、穂谷川、船橋川

## 歴史
- 1889年（明治22年）4月1日 - 町村制の施行により、茨田郡岡新町村、岡村、枚方村、三矢村、泥町村、伊加賀村の区域をもって枚方町が発足[1]。大字泥町に町役場を設置[3]。
- 1891年（明治24年） - 大字三矢に町役場を移転[3]。
- 1894年（明治27年） - 大字枚方に町役場を移転[3]。
- 1896年（明治29年）4月1日 - 郡の統廃合により、所属郡が北河内郡に変更。
- 1908年（明治41年） - 大字桜新地を新たに起立[3]。
- 1913年（大正2年） - 大字岡に町役場を移転[3]。
- 1937年（昭和12年） - 大字三矢に町役場を移転[3]。
- 1938年（昭和13年）11月3日 - 北河内郡枚方町、殿山町、樟葉村、山田村、川越村、蹉跎村が新設合併し、改めて枚方町となる[2]。
- 1947年（昭和22年）8月1日 - 枚方町が市制を施行し、枚方市となる（大阪府下12番目）。面積40.62km2、人口41,041人[4][5]。

### 鉄道路線
- 京阪神急行電鉄
  - 京阪本線
    - 樟葉駅 - 牧野駅 - 御殿山駅 - 枚方東口駅 - 枚方駅 - 光善寺駅

  - 交野線
    - 枚方東口駅 - 中宮駅 - 星ヶ丘駅 - 村野駅

### 道路
- 京街道
- 東高野街道
- 国道2号（大正国道）
- 枚方大橋

## 名所・旧跡・観光スポット・祭事・催事
- 枚方宿
- 枚方遊園地 - 1944年（昭和19年）から1948年（昭和23年）まで休止。